# Hwang Jin-i
Hwang Jin-i (Gisaeng-Name Myeongwol, etwa: leuchtender Mond; * um 1520; † um 1560) war eine wegen ihrer künstlerischen Begabungen gefeierte koreanische Gisaeng.
Von Hwang Jin-i weiß man recht wenig. Es gibt aber zahlreiche Anekdoten über sie, und unter ihrem Namen sind einige koreanische Silbengedichte, sog. Dreizeiler Sijo überliefert. Sie ist neben Chunhyang (춘향), Shin Saimdang (신사임당) und Eoudong (어우동) heute die bekannteste Frau in der frühen Literaturgeschichte Koreas.
Sehr wahrscheinlich ist, dass sie eine tragische Liebe hatte, da eines ihrer Sijos über eine solche tragische Liebe erzählt. Ein anderes Gedicht erzählt über die Schönheit ihrer Heimat Gaeseong.
Es gibt zahlreiche südkoreanische Verfilmungen über Jin-is Leben, darunter eine mit Song Hye-kyo. Die bekannteste Verfilmung ist ein TV-Drama mit Ha Ji-won.